# Jacques Adam-Hochart
Jacques Adam-Hochart (1729-1802) est un marchand et fondateur de la banque Adam à Boulogne-sur-Mer dans le Pas-de-Calais en France. 

## Biographie

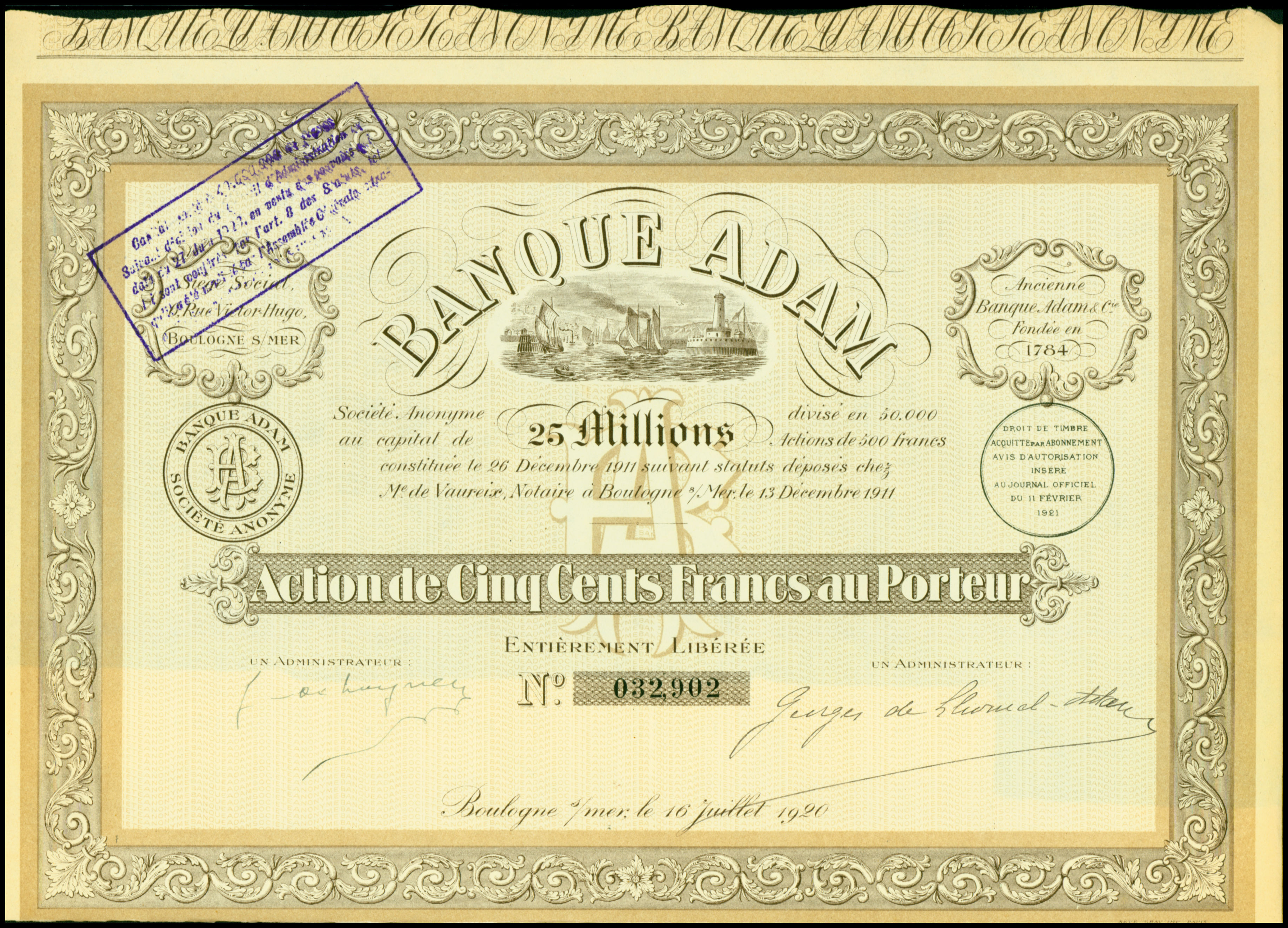
Action de la banque Adam en date du 16 juillet 1920.

Jacques Louis Marie Adam naît le 10 juillet 1729 en la paroisse Saint-Nicolas de Boulogne-sur-Mer, fils de Jacques Adam et de Marie Marguerite Fournier, il épouse, le 7 janvier 1754, Marie Louise Antoinette Hochart, en la même paroisse et meurt le 7 mars 1802 dans la basse-ville de Boulogne-sur-Mer, section Descarmel.

### Situation personnelle
Il est le grand-père d'Alexandre Adam (1790-1886), homme politique français, l'arrière-grand-père d'Achille Adam-Fontaine (1829-1887), banquier et homme politique français et l'arrière-arrière-grand-père d'Achille Adam (1859-1914), banquier et homme politique français.

#### Généalogie de la famille
- Jacques Adam-Hochart marié avec Marie Louise Antoinette Hochart
  - Jean Alexandre Joseph Adam marié le 1er juin 1789, paroisse Saint-Nicolas de Boulogne-sur-Mer, à Augustine Louise Brigitte Yvart[4]
    - Alexandre Adam marié à Marie Caroline Ternaux
    - Achille Adam marié le 19 mai 1824 à Boulogne-sur-Mer à Louise Adèle Carmier[5]
      - Achille Adam-Fontaine marié le 7 juin 1858 à Alice Suzanne Zoé Fontaine
        - Achille Adam (1859 - 1914), banquier et homme politique français.
        - Félix Adam (1886 - 1919), président de la Banque Adam, administrateur de la Compagnie des chemins de fer du Nord, président du tribunal de commerce de Boulogne-sur-Mer[6]. Une rue de Boulogne-sur-Mer porte son nom.

### Parcours professionnel
Jacques Adam-Hochart fonde en 1766 une maison de commerce dans le but de faire l’armement des bateaux de pêche à Boulogne-sur-Mer, le transit, les commissions ; il déclare par exemple à l’Amirauté, le 28 novembre 1787, la mise en service du sloop de 65 tonneaux « Ville de Paris », acheté au sieur Talbot Dillon de Londres pour 10 000 £ tournois, dont le capitaine est Firmin Aucoin, un Acadien ancien patron de pêche de 33 ans venu se réfugier à Boulogne-sur-Mer. En 1784, il crée, avec son fils Jean Alexandre, un établissement de change que l’on nommera la banque Adam, de la banque Adam, établissement bancaire dont le siège est à Boulogne-sur-Mer. En 1786 ses relations avec l’Angleterre se développent ainsi qu’à l’époque de la paix d’Amiens en 1802. La guerre qui s'ensuit les interrompt, mais la présence de la Grande Armée à Boulogne en 1804 permet à la banque Adam d’engranger de grands profits. Cette banque va ensuite toujours s’accroître et créer des succursales dans toute la France; elle comptera 168 guichets en 1930, date à laquelle elle cesse ses activités lors de sa mise en liquidation, victime du krach boursier, en date du 4 novembre 1930 et du financier Oustric,.